# Hércules (constelação)
Hércules é a quinta maior das 88 constelações modernas. O genitivo latino, usado para formar nomes de estrelas, é Herculis.
Hércules era uma das 48 constelações antigas de Ptolomeu, nomeada em homenagem a Héracles, o antigo herói grego, chamado Hércules pelos romanos.
As constelações vizinhas, segundo as delineações contemporâneas, são o Dragão, o Boeiro, a Coroa do Norte, a Serpente, o Serpentário, a Águia, a Flecha, a Raposa e a Lira.

## Características notáveis
[carece de fontes?].
Mu do Hércules, um sistema estelar semelhante ao solar, está a 27.4 anos-luz da Terra nesta constelação.
O Apex Solar, isto é, o ponto no céu que marca a direção para onde o Sol está se movendo em sua órbita ao redor do centro da Via Láctea, localiza-se no Hércules, perto de Vega, estrela alfa da constelação da Lira.

## Objetos notáveis no céu
Hércules possui dois notáveis aglomerados globulares: M13, o aglomerado globular mais brilhante no hemisfério norte, e M92.
Nessa constelação se localiza a nova Herculis, uma nova observada pela primeira vez em 1934, que emite pulsos de luz em períodos de cerca de 71 segundos.